# Cap des Aiguilles
Le cap des Aiguilles (Cabo das Agulhas en portugais, Kaap Agulhas en afrikaans) est le point de relief le plus  méridional du continent africain.
Aujourd'hui, le cap des Aiguilles appartient à la municipalité de Cape Agulhas, dans le district d'Overberg au sein de la province du Cap-Occidental, en Afrique du Sud.

## Géographie
Il se trouve à l'extrémité sud d'une plaine humide, à 177 km au sud-est de la ville du Cap.
À cet endroit se trouve également l'aérodrome le plus au sud du continent africain, Andrew's Field (nommé d'après l'aérodrome historique de l'US Army Air Force).

### Géopolitique
Le cap est le point d'origine  officiel de la limite entre l'océan Atlantique et l'océan Indien. Cette limite est constituée par le méridien de longitude 20° 00' qui sépare les deux océans jusqu'au continent antarctique.

## Histoire

### Découverte
Le mot agulhas signifie « aiguilles » en portugais. Le cap, découvert en 1488 par l'explorateur portugais Bartolomeu Dias, le nomme ainsi en raison des aiguilles de boussoles qui pointaient à cet endroit toutes vers le vrai nord.

### Naufrage

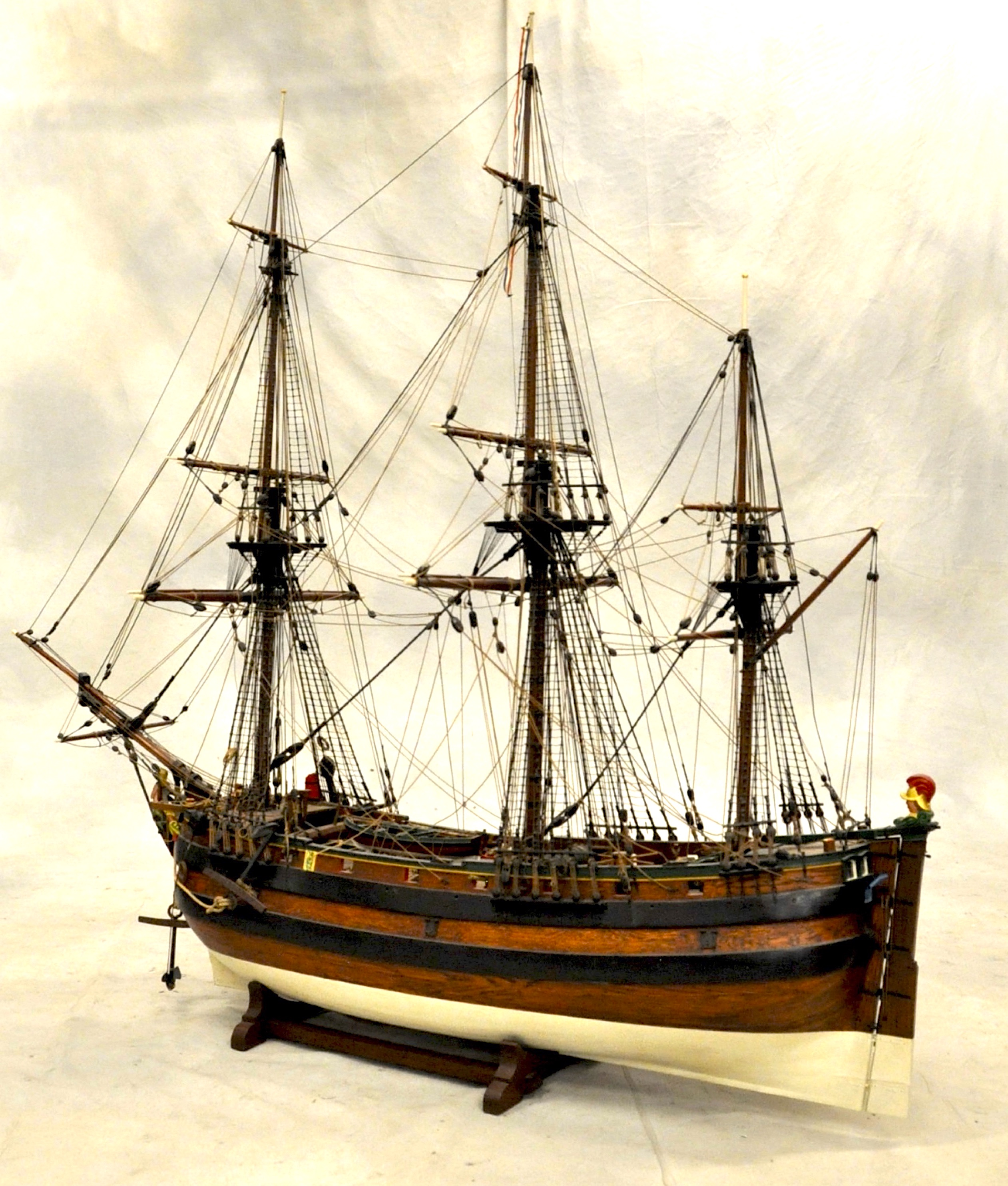
Maquette du Meermin à 1/30è.

En 1766, le Meermin, hooker de traite négrière hollandaise de 450 tonneaux (capitaine Gerrit Christopher Muller, armateur Compagnies Hollandaise des Indes Orientales, VOC), avec un équipage de 62 hommes, transporte 160 esclaves de Madagascar vers le Cap. Une révolte éclate et les esclaves prennent le contrôle du navire négrier mais ne peuvent en maîtriser la conduite. Le navire fait finalement naufrage près du cap des Aiguilles. Après plusieurs péripéties, 112 esclaves atteignent leur destination initiale et sont mis au travail.

### Construction du phare
Le colonel CC Michell, inspecteur-général à la ville du Cap, décide d’étudier la question de créer un phare en 1837. Afin d'éviter de nouvelles catastrophes maritimes, ce dernier soumit un projet d’installation de lanterne au gouverneur de la colonie du Cap, Sir Benjamin d'Urban . Le gouverneur autorisa immédiatement Michell à procéder à une inspection du site et à préparer un devis pour la construction d'un phare. Michell visita L’Agulhas en mars 1839 et rapporta : « La nature a, semble-t-il, fourni une colline isolée, dont la hauteur au-dessus de la mer est d’environ 270 pieds à l'extrémité du promontoire... la colline est constituée d'un excellent calcaire, facilement extractible et aisément taillable... Ainsi seront évitées des dépenses de transports de pierres et de briques ». Le phare ne sera cependant achevé qu'en décembre 1848 et mis en service le 1er mars 1849.

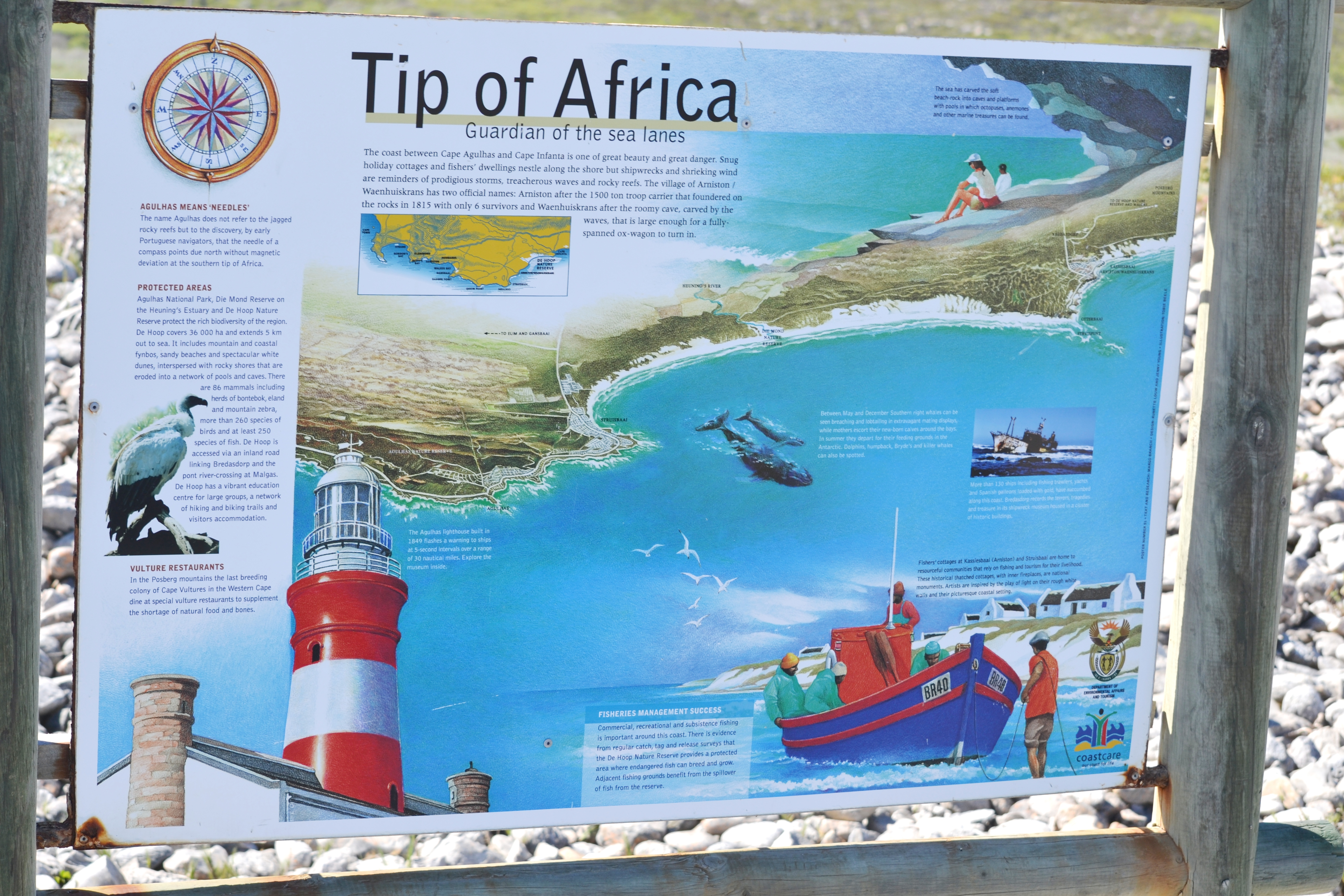
Le point le plus austral d'Afrique
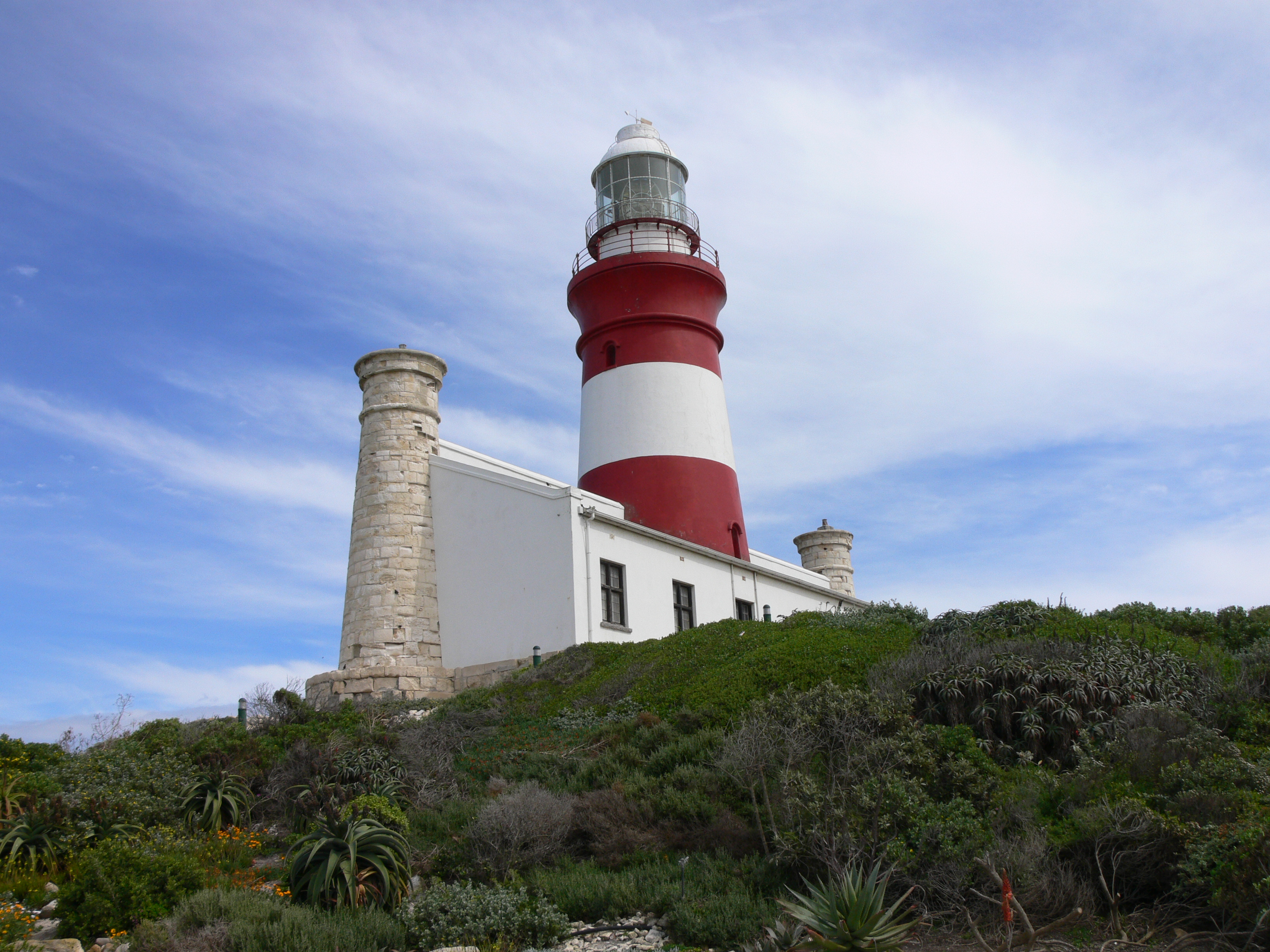
Phare du cap des Aiguilles
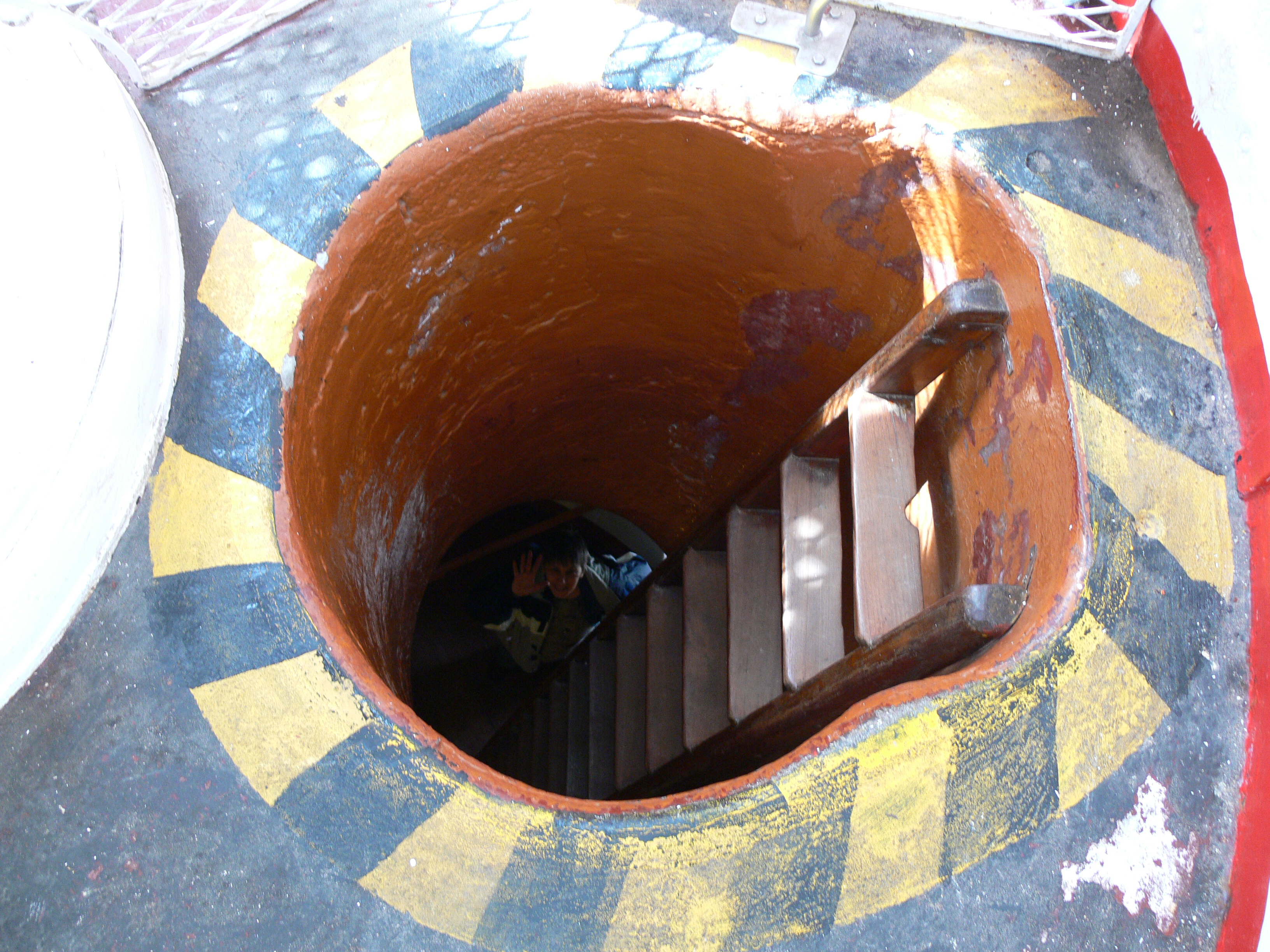
Escalier du phare
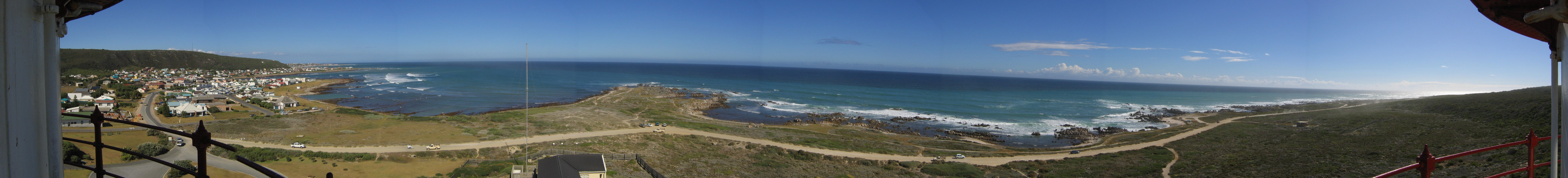
Panorama au cap des Aiguilles
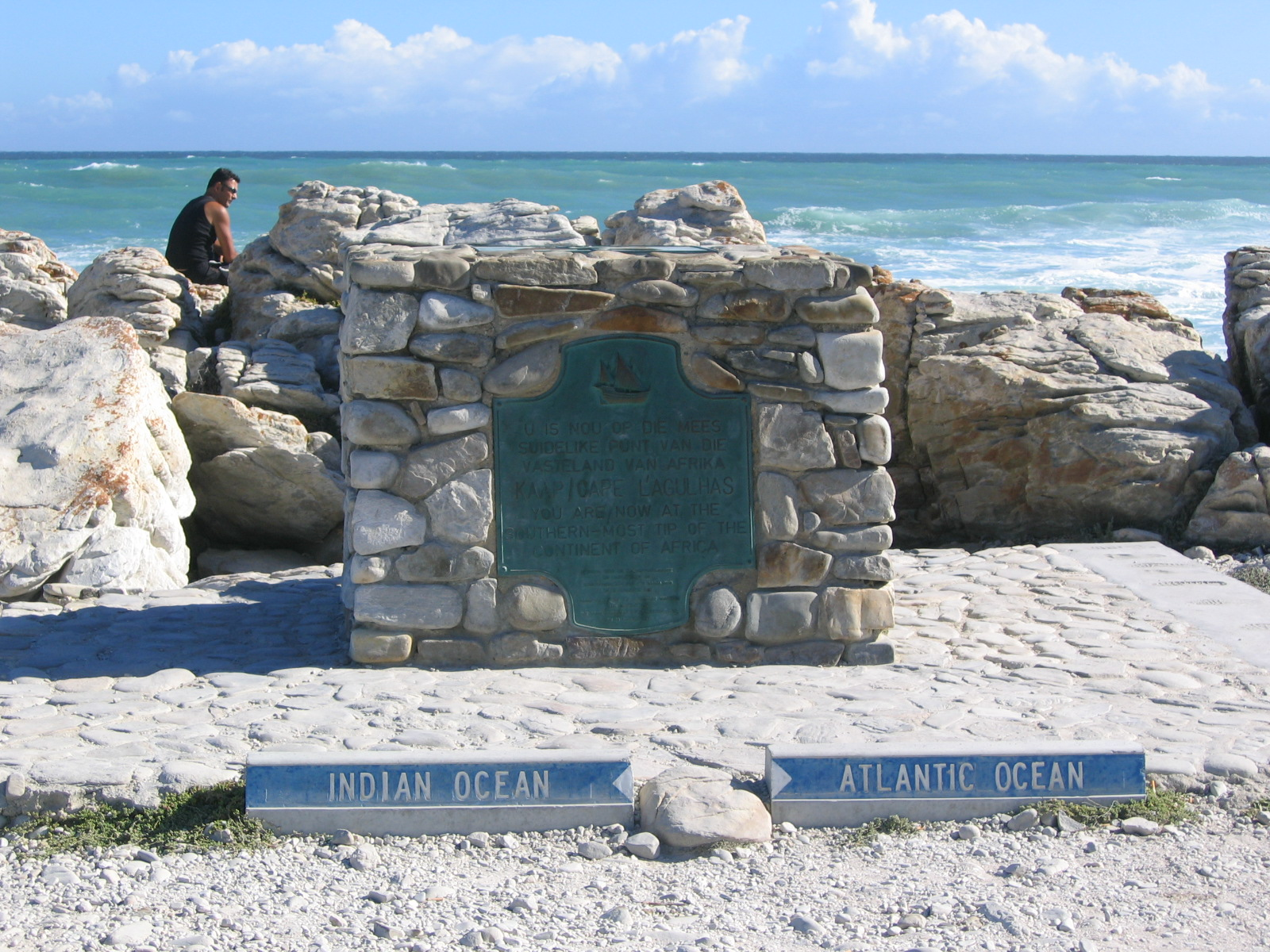
Cap des Aiguilles
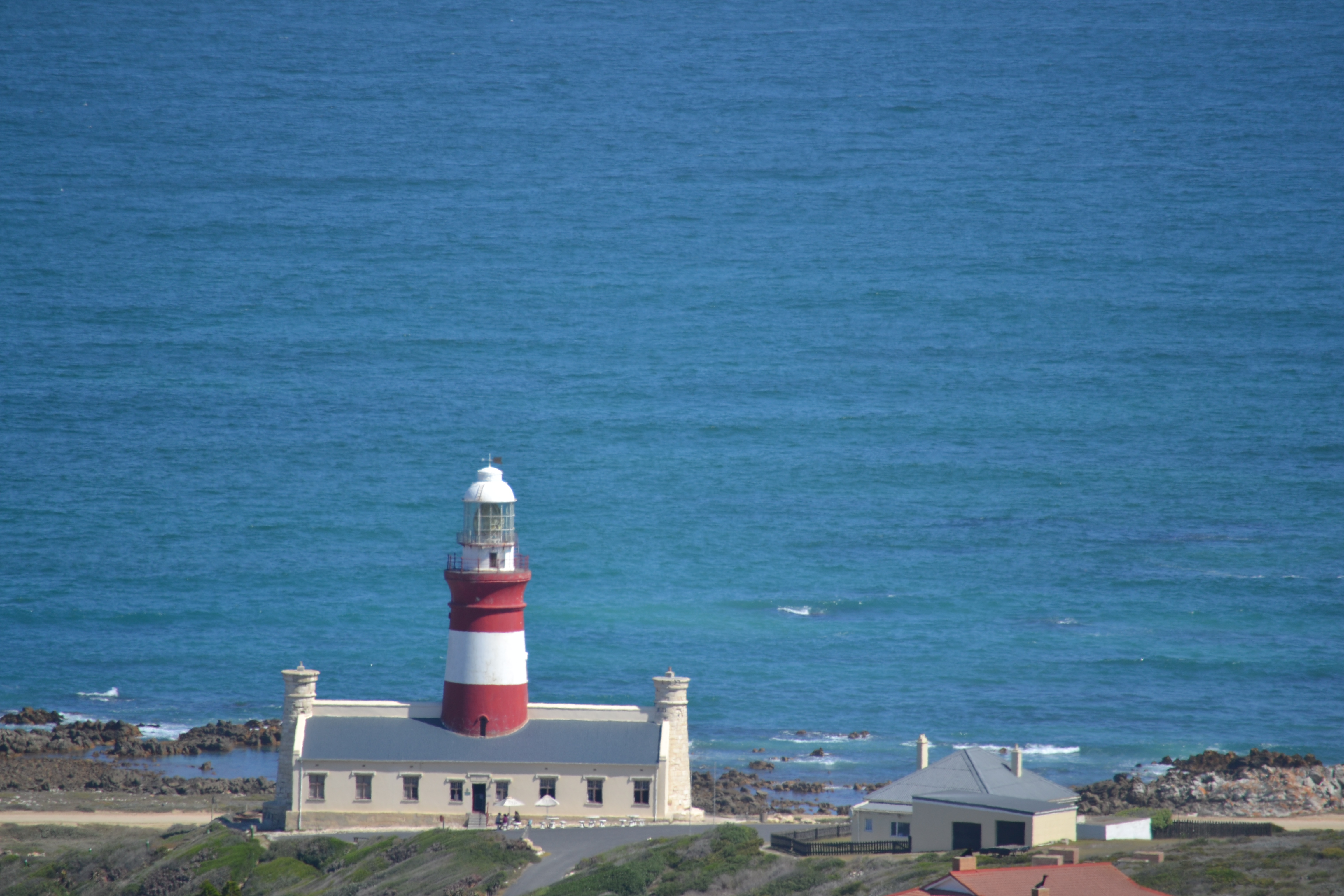
Le 2e plus ancien phare d'Afrique du Sud a été construit en 1849